# 이시토비 에리카
이시토비 에리카(일본어: 石飛 恵里花 いしとび えりか[*], 1997년 5월 9일 ~)는 일본의 성우. 사이타마현 출신. 홀리피크 소속.